# Balestrino
Balestrino är en ort och kommun i provinsen Savona i regionen Ligurien i Italien. Kommunen hade 540 invånare (2018).